# Platycryptus magnus
Platycryptus magnus là một loài nhện trong họ Salticidae.
Loài này thuộc chi Platycryptus. Platycryptus magnus được Elizabeth Maria Gifford Peckham & George William Peckham miêu tả năm 1894.